# Ampuero
Ampuero település Spanyolországban, Kantábria autonóm közösségben. Ampuero Limpias, Liendo, Guriezo, Rasines, Ruesga és Voto községekkel határos. Lakosainak száma 4477 fő (2024).

## Népesség
A település népessége az elmúlt években az alábbi módon változott:
| Lakosok száma | 3517 | 3671 | 3951 | 4179 | 4281 | 4228 | 4222 | 4288 | 4384 | 4477 |
|               | 2001 | 2004 | 2007 | 2009 | 2012 | 2014 | 2017 | 2019 | 2022 | 2024 |